# Magdalena Grzybowska
Magdalena Grzybowska (* 22. November 1978 in Posen) ist eine ehemalige polnische Tennisspielerin.

## Karriere
Mit sieben Jahren begann Grzybowska Tennis zu spielen und das am liebsten auf Sand. Auf dem ITF Women’s Circuit gewann sie zwei Einzel- und einen Doppeltitel.
1996 gewann sie im Einzel den Juniorinnentitel bei den Australian Open.
Für die polnische Fed-Cup-Mannschaft bestritt sie von 1995 bis 2002 18 Partien, von denen sie acht gewann. 2005 war sie zudem die Teamchefin der Mannschaft.
Grzybowska nahm für Polen auch an den Olympischen Spielen 1996 in Atlanta teil.

## Turniersiege

### Einzel
| Nr. | Datum        | Turnier     | Kategorie   | Belag     | Finalgegnerin    | Ergebnis |
| --- | ------------ | ----------- | ----------- | --------- | ---------------- | -------- |
| 1.  | August 1997  | Sopot       | ITF $75.000 | Sand      | Denisa Chládková | 6:3, 6:2 |
| 2.  | Oktober 1997 | Santa Clara | ITF $50.000 | Hartplatz | Kyoko Nagatsuka  | 6:1, 7:5 |

### Doppel
| Nr. | Datum | Turnier | Kategorie   | Belag | Partnerin | Finalgegnerinnen                | Ergebnis |
| --- | ----- | ------- | ----------- | ----- | --------- | ------------------------------- | -------- |
| 1.  | 1999  | Bytom   | ITF $50.000 | Sand  | Eva Bes   | Gisela Riera-Roura Raluca Sandu | 6:4, 7:5 |

## Abschneiden bei Grand-Slam Turnieren

### Einzel
| Turnier         | 1996 | 1997 | 1998 | 1999 | 2000 | 2001 | 2002 | Karriere |
| --------------- | ---- | ---- | ---- | ---- | ---- | ---- | ---- | -------- |
| Australian Open | 2    | 3    | 3    | —    | Q1   | 1    | —    | 3        |
| French Open     | 1    | 1    | 1    | —    | 3    | —    | 1    | 3        |
| Wimbledon       | 1    | 3    | 2    | 1    | 2    | —    | —    | 3        |
| US Open         | 1    | 1    | 2    | 2    | 1    | —    | —    | 2        |

Zeichenerklärung: S = Turniersieg; F, HF, VF, AF = Einzug ins Finale / Halbfinale / Viertelfinale / Achtelfinale; 1, 2, 3 = Ausscheiden in der 1. / 2. / 3. Hauptrunde; Q1, Q2, Q3 = Ausscheiden in der 1. / 2. / 3. Qualifikationsrunde; nicht ausgetragen

### Doppel
| Turnier         | 1996 | 1997 | 1998 | 1999 | 2000 | 2001 | Karriere |
| --------------- | ---- | ---- | ---- | ---- | ---- | ---- | -------- |
| Australian Open | 1    | 1    | 2    | —    | 2    | 1    | 2        |
| French Open     | 1    | 1    | 2    | —    | 2    | —    | 2        |
| Wimbledon       | 1    | 2    | 2    | —    | 1    | —    | 2        |
| US Open         | 1    | 2    | 1    | —    | —    | —    | 2        |